# Monarch (Fernsehserie)
Monarch ist eine amerikanische Musikdrama-Fernsehserie über eine Country-Musikerfamilie. Die von Melissa London Hilfers kreierte Serie ist die erste Produktion der Fox Entertainment Studios. Susan Sarandon spielt Dottie Cantrell, wobei Trace Adkins, Anna Friel, Beth Ditto, Martha Higareda, Iñigo Pascual und Joshua Sasse die Hauptdarsteller bilden. Die Serie feierte am 11. September 2022 Premiere und endete am 6. Dezember 2022 auf Fox. Im Dezember 2022 setzte Fox die Serie nach einer Staffel ab.

## Handlung
Dottie und Albie Roman führen eine Country-Musik-Dynastie im Zentrum eines generationenübergreifenden Familiendramas. Tochter Nicky Roman tut alles, was sie kann, um die Herrschaft der Dynastie in der Country-Musik zu schützen und gleichzeitig ihren eigenen Ruhm zu sichern.